# スパラキシス
スパラキシス 、スパラクシス(学：Sparaxis) とはアヤメ科に含まれる属の1つ。または、スパラキシス属に含まれる植物の総称。和名はスイセンアヤメ（水仙綾目）という。

## 特徴
南アフリカ原産の秋植え球根である。丈夫な性質であるが、耐寒性、耐湿性には乏しく、降霜に遭うと枯死してしまう。花色は紅色、赤色、橙色、橙色、黄色、クリーム色、白色、桃色などがあり、複色の花もあり、形はシシリンチウム属に似る。この事から販売の際は複数色の組み合わせで売っている場合が多い。花言葉には「よき便り」「神秘な人」「陽気な人生」「嫉妬」などがある。

## 栽培方法
球根の植え付けは9～11月頃に行う。真冬は降霜に注意しながら育てる。この時期は成長が鈍化するので灌水を控えめにし、乾燥気味に育てる。温度が上がってくると成長速度が増すので、この時期には水切れに気を付ける。液体肥料は年明け～春まで数回施肥するのみで十分であり、多量な施肥は逆に生育が悪くなるので注意。加湿を嫌うので赤玉土やバーク堆肥等を土に混ぜ込むと良い。花期は3～5月までで花期が終わると地上部が枯れて休眠期に入る。葉が黄色くなってきたら水やりをやめて日陰など風通しの良い場所で休眠させる。この際、灌水する必要はない。雨にも当たらないようにする。植え替えを予定する場合は休眠期に入り次第直ちに球根を掘り上げ、ネット等に入れ乾燥させる。繁殖方法は分球でよく増える。実生では繁殖できない。球根の直径は2ｃｍほどでやや小さめ。

## 名称について
属名 Sparaxis は、sparasso（切り裂く）を指し、花弁が切り裂かせたように深裂していることに因む。

## 下位分類
Goldblatt (1992) は13種を認める。本節では有名な種を掲載。
- スパラキシス・ヴィローラ

　（Sparaxis villosa）
- スパラキシス・エレガンス

　（Sparaxis elegans）
- スパラキシス・オーリキュラータ

　（Sparaxis auriculata）
- スパラキシス・グランディフローラ

　（Sparaxis grandiflora）
- スパラキシス・トリカラー

　（Sparaxis tricolor）
- スパラキシス・ピランシー

　（Sparaxis pillansii）
- スパラキシス・ブルビフェラ

　（Sparaxis bulbifera）
- スパラキシス・メテレルカンピアエ

　（Sparaxis metelerkampiae）

## ギャラリー

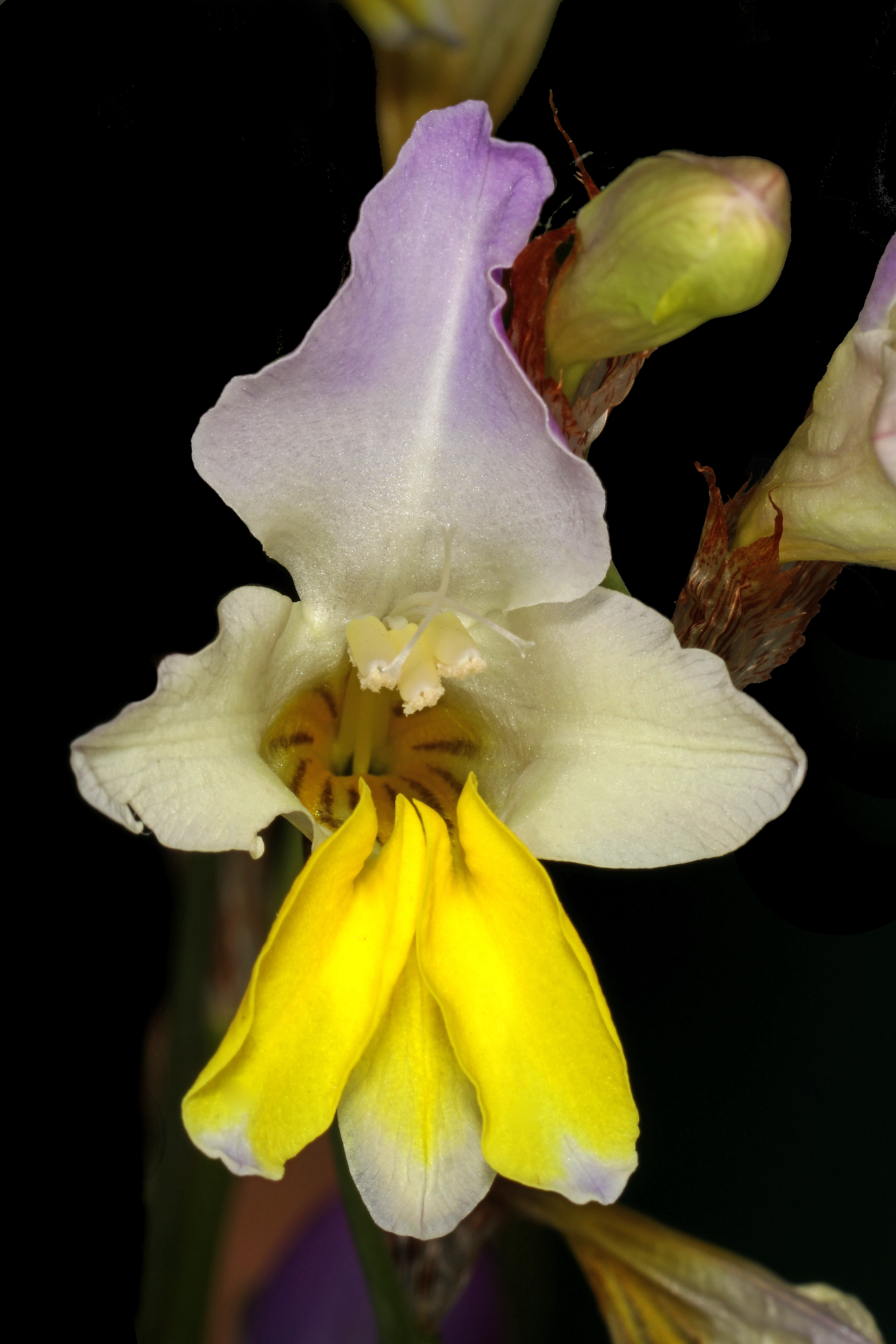
オーリキュラータ種
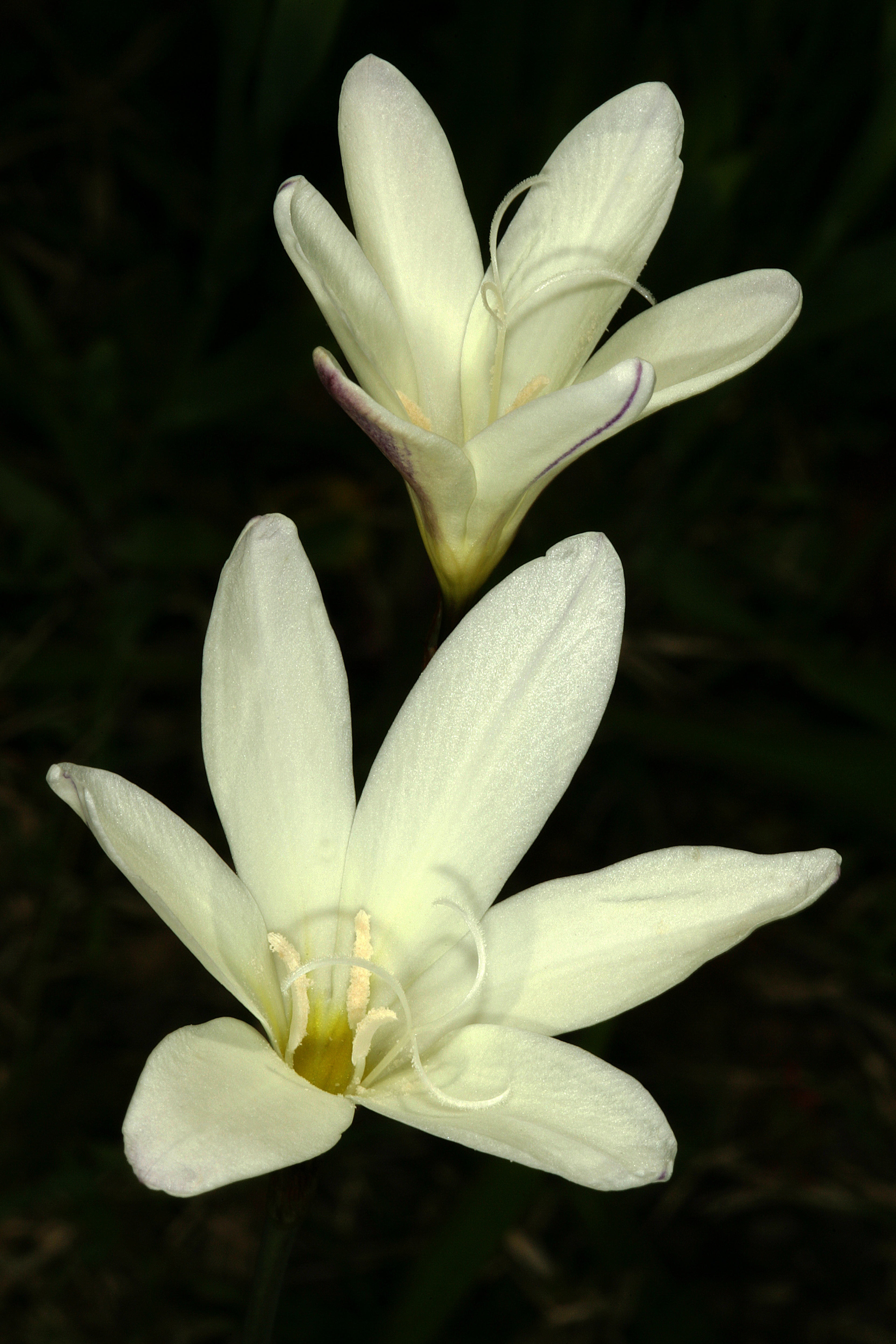
ブルビフェラ種
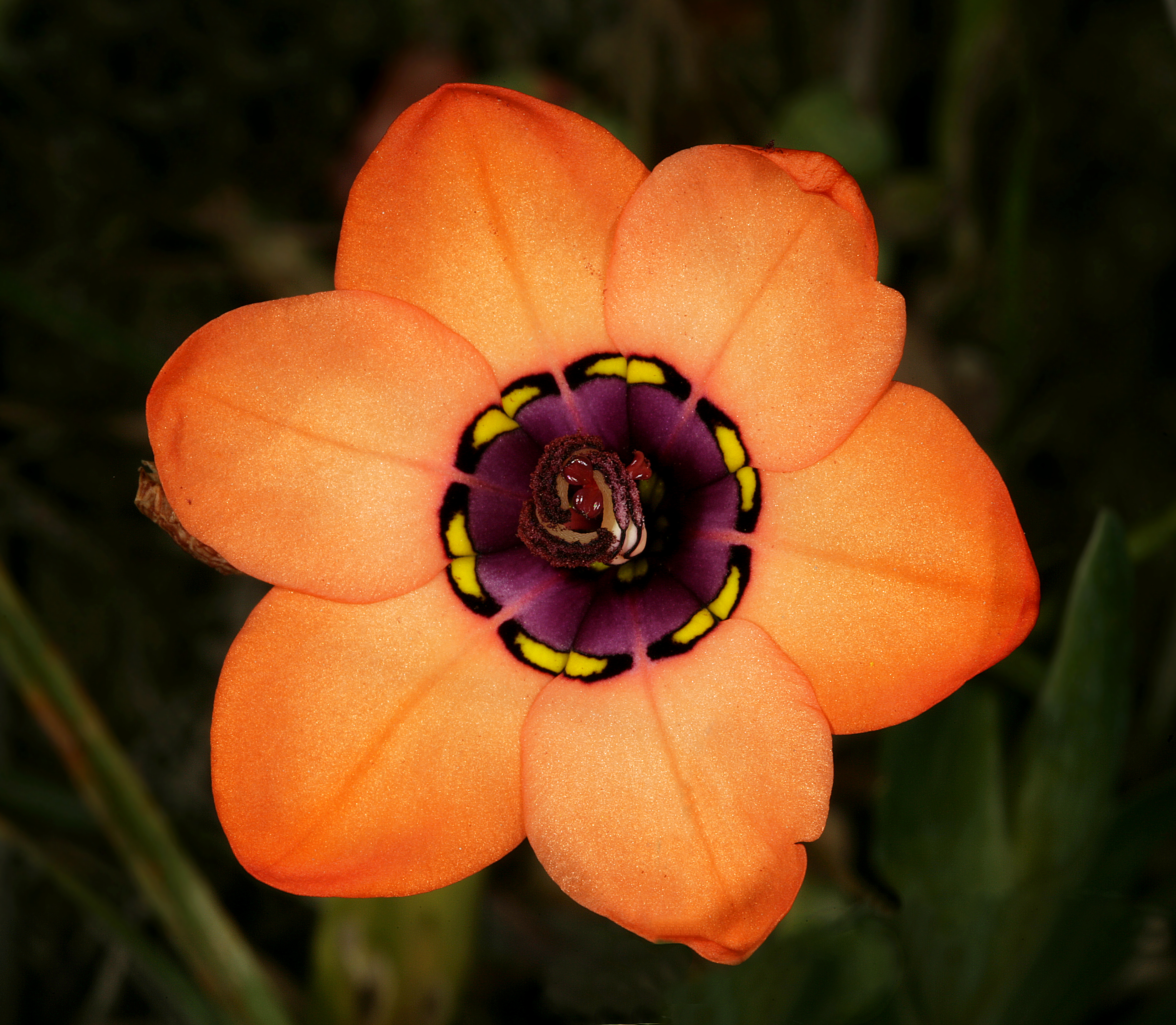
エレガンス種
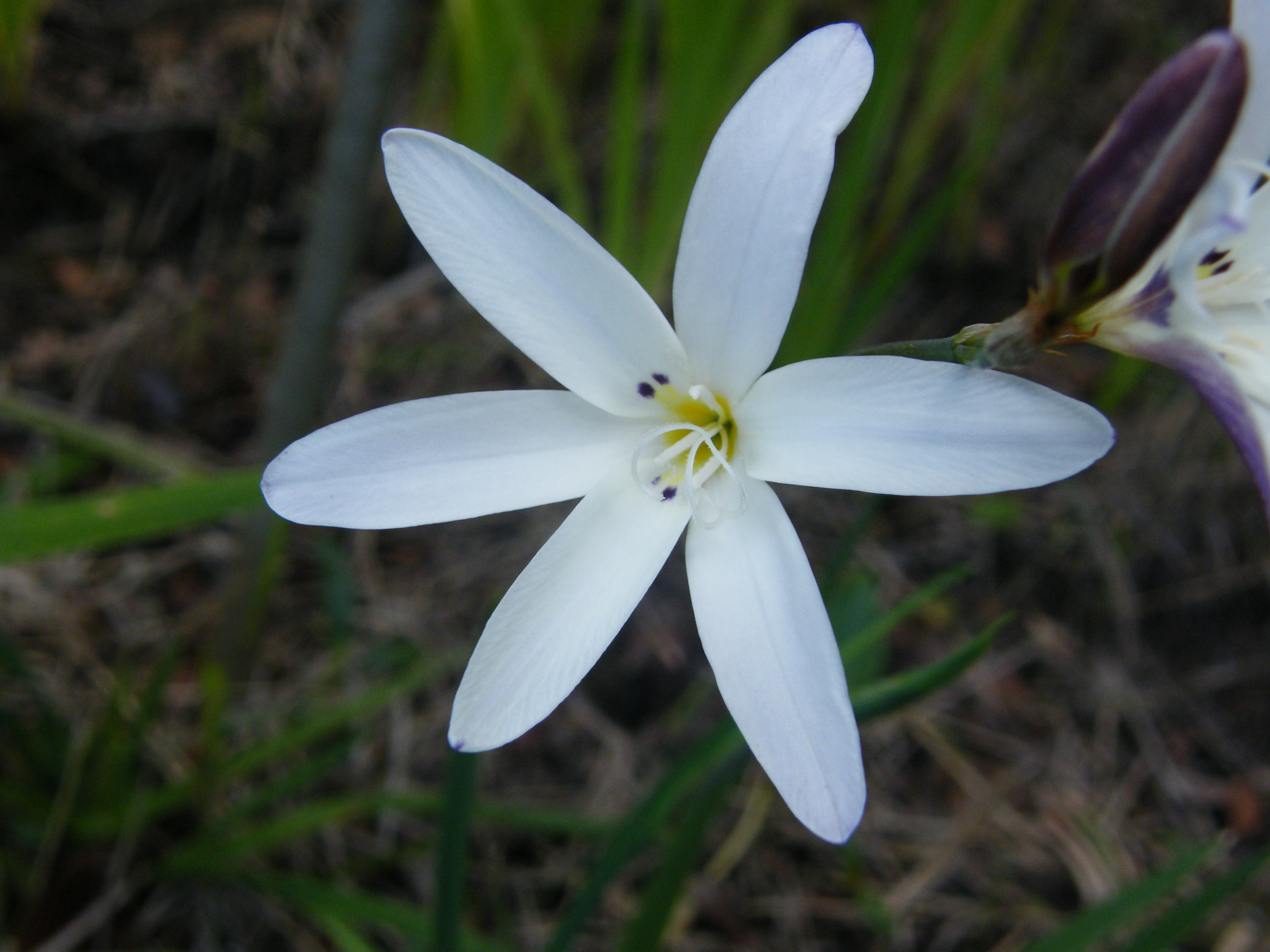
グランディフローラ種
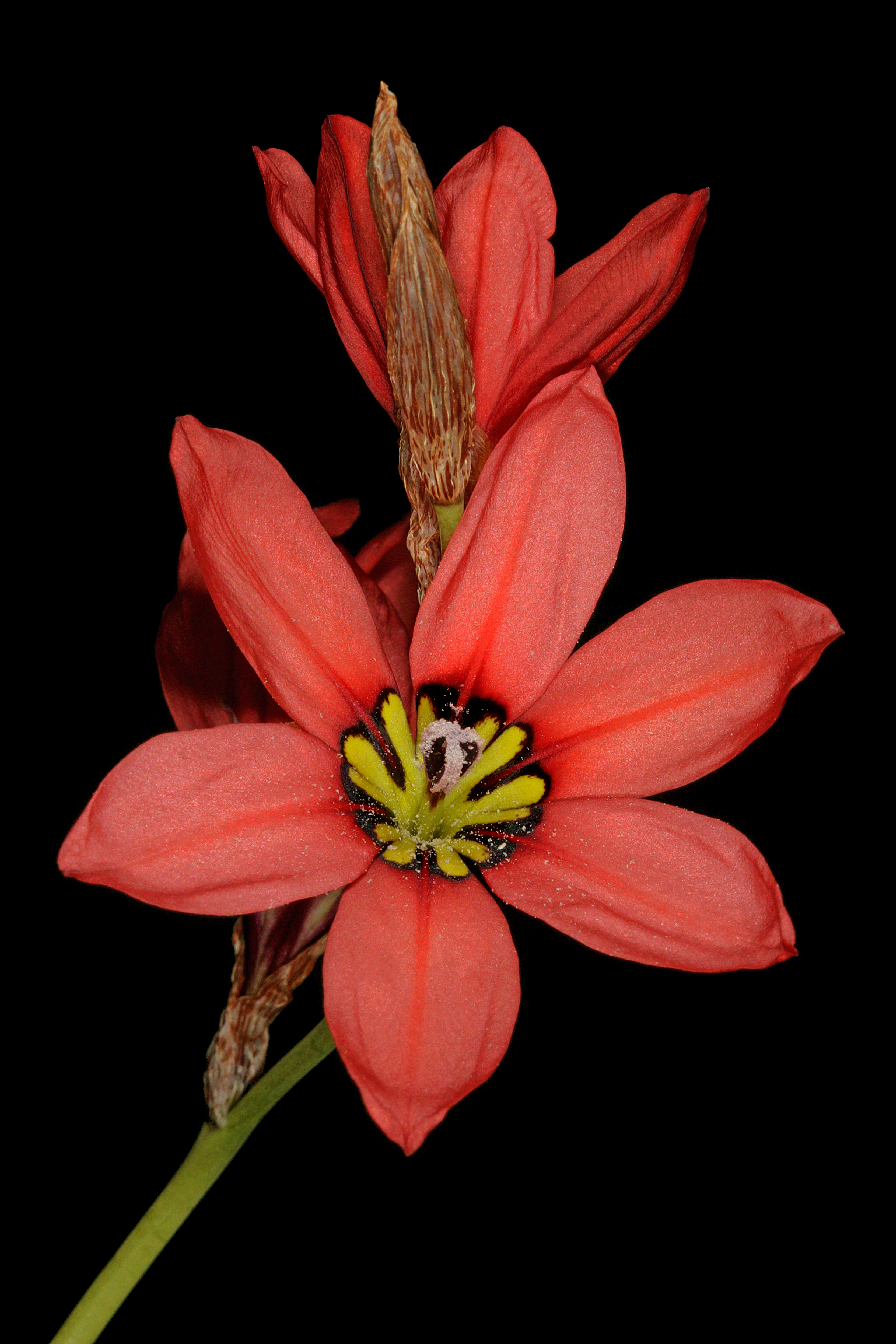
ピランシー種
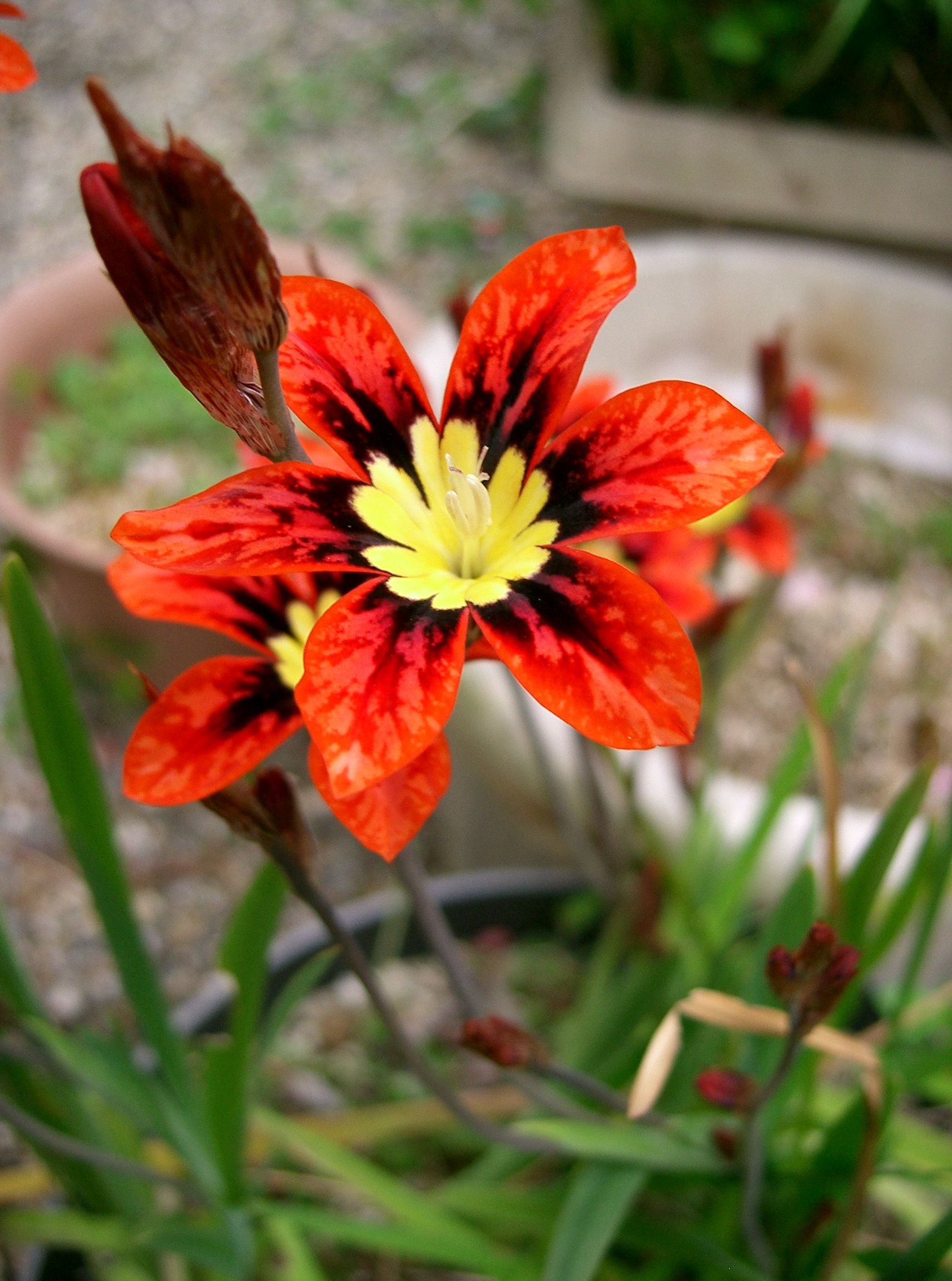
トリカラー種
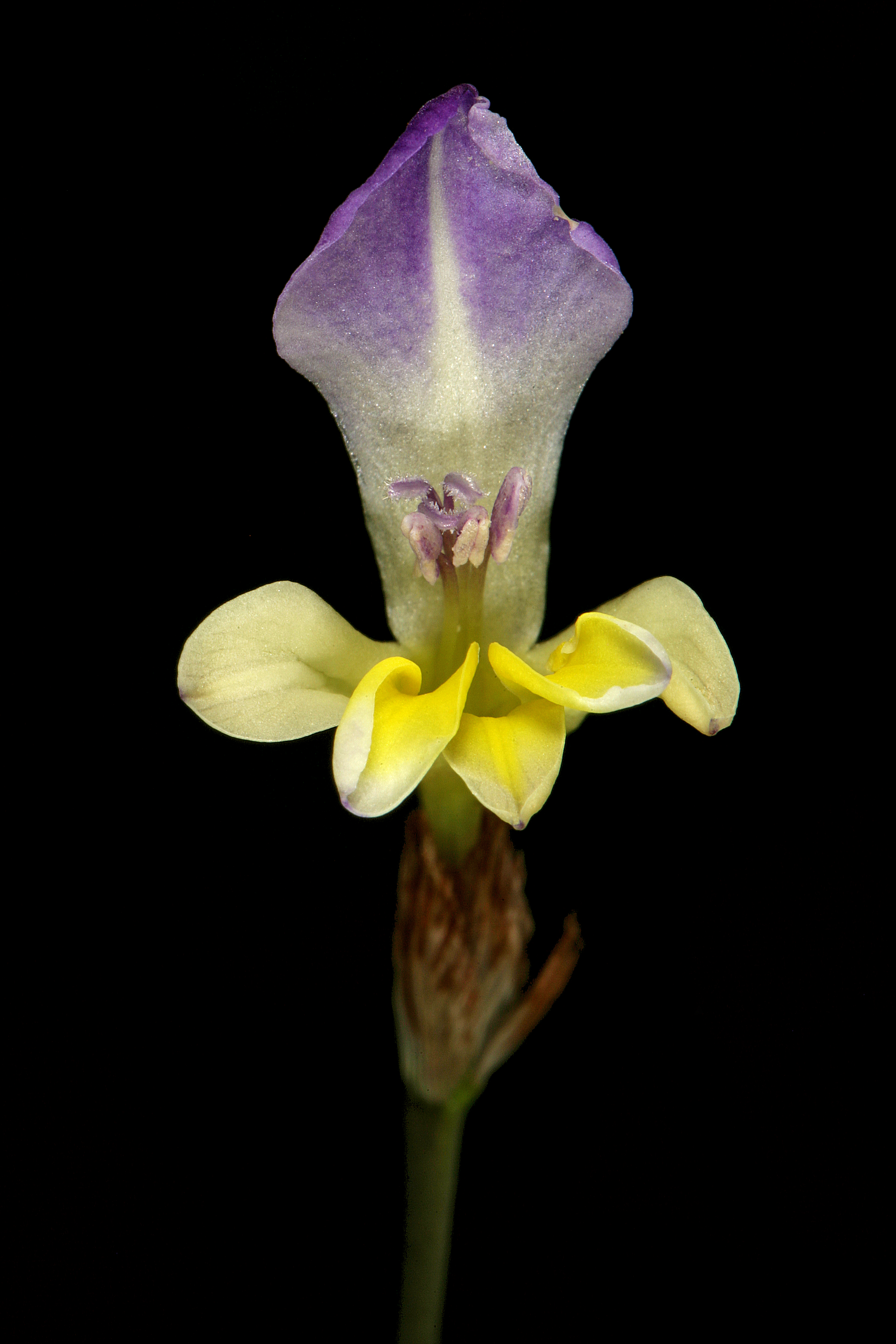
ヴィローラ種